# Aartssticht
Een aartssticht (Duits: Erzstift) is het kerkelijk bezit (stift of sticht genoemd) en onroerende goederen van een aartsbisschop. 
Aartsstichten waren tot aan het eind van het Heilige Roomse Rijk de wereldlijke landgoederen van de aartsbisschoppen in hun hoedanigheid als wereldlijke vorsten (zie kerkvorst).
Het vermogen van de sticht werd opgedeeld in het "tafelgoed" (Tafelgut) (dat werd onderhouden door het huishouden van de aartsbisschop) en het "kapittelgoed" (Kapitelgut), waarover het domkapittel (de gemeenschap van de domheren) onafhankelijk van de aartsbisschop kon beschikken. De wereldlijke vorstendommen van een gewone bisschop heten hoogstiften.
Het begrip aartssticht is te onderscheiden van het aartsbisdom, in dewelke de aartsbisschop het hoogste geestelijke gezag bekleedde.